# البشرة الفاتحة في الثقافة اليابانية

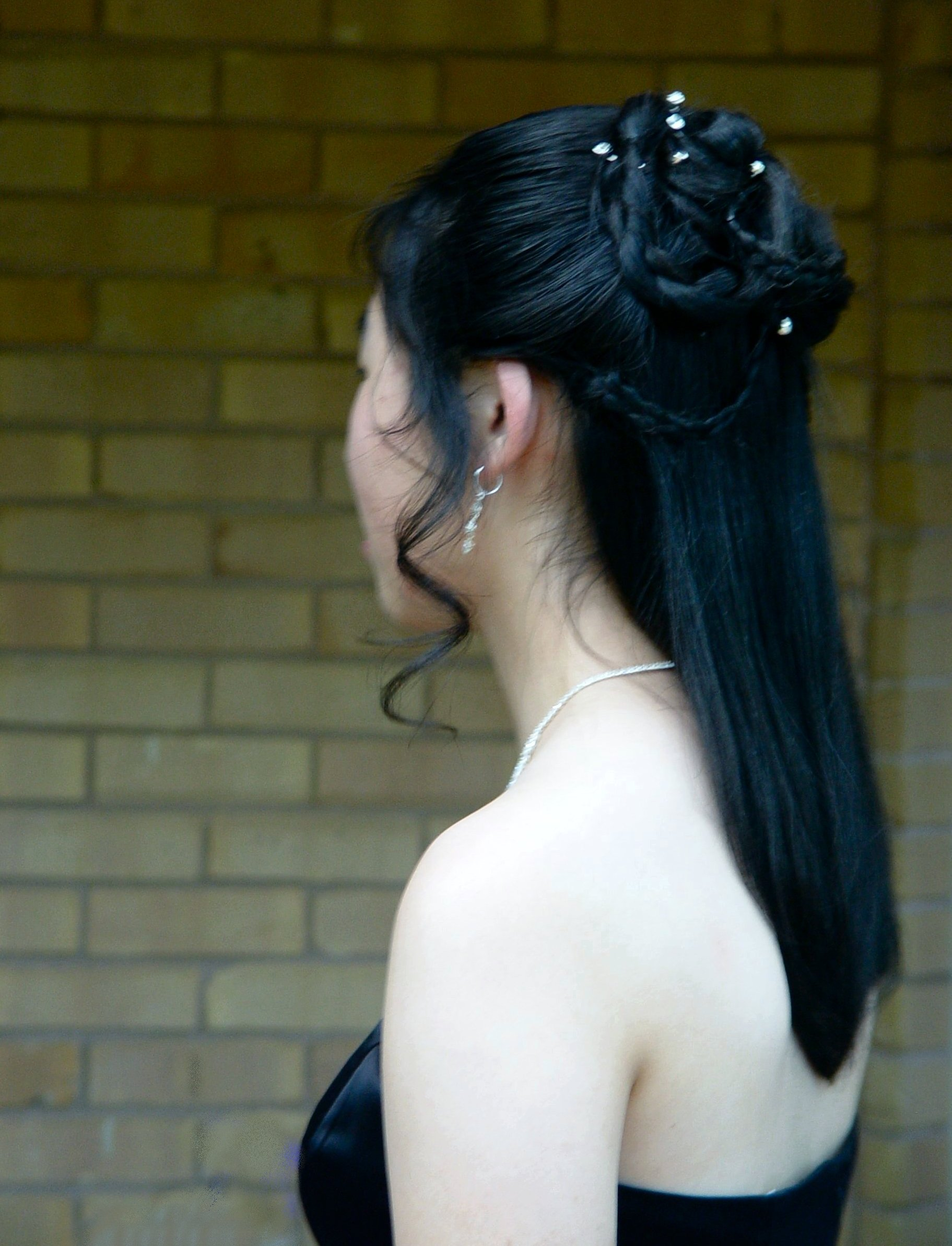
كتفُ امرأةٍ من طوكيو يُظهر لون بشرتها الفاتح

بيهاكو هو مصطلحٌ ياباني يعني «الجمال الأبيض» وقد صيغَ في أوائل القرن العشرين مع ظهور منتجات تبييض البشرة ومستحضرات التجميل.

## خلفيّة
على الرغمِ من اختلاف لون البشرة بناءً على الخلفية العرقية للشخص؛ فإن الأشخاص ذوي البشرة الفاتحة يجدون صعوبة في الحفاظ عل لون البشرة بسبب إنتاجِ الميلانين. تم توثيق الجاذبية الجسدية للجلد الأبيض والخالي من الشوائب في اليابان منذ فترة هييآن (794-1185) التي وثقها كتابٌ بعنوان قصّة غنجي. هناك مثلٌ قديمٌ دارجٌ في دولة اليابان يقولُ «色の白いは七難隠す» ويعني «الجلد الأبيض يُغطِّي العيوب السبعة» في إشارةٍ إلى أن المرأة ذات البشرة البيضاء جميلة حتى إذا كانت ملامحها ليست جذابة.
بعد الحكم الاستعماري الياباني في تايوان (1895-1945)؛ كانت النساء التايوانيات مستهلكاتٌ لمنتجات تبييض البشرة اليابانية في القرن العشرين. أصبحَ البر الرئيسي للصين أيضًا سوقًا كبيرًا لمنتجات بيهاكو من شركات مثل شيسيدو وشو ايمورا وإس كيه-2 في القرن الحادي والعشرين ثمّ تطور الأمر عقبَ الشراكة التي عقدتها غيرلز جينيريشن مع ديور في عام 2011 للإعلان عن كريم تفتيح جذاب للمستهلكين من ثقافة الموجة الكورية.
تحظى منتجات بيهاكو بشعبيةٍ كبيرةٍ في صفوف النساء الناضجات؛ كما أنها تحظى بشعبية في صفوفِ الفتيات في سن المراهقة وأولئك في العشرينات من العمر الذين يرغبون في أن يُصبحن من حيث الشكل مشابهين لمغنيي البوب مثل أيومي هاماساكي.

## الطريقة
الطريقة الشائعة لما يُعرف بالبيهاكو هي استخدام مستحضرات التجميل التي تُوقف إنتاج الميلانين وبالضبطِ المنتجات التي غالبًا ما تحتوي على ساكي ونخالة الأرز التي تحتوي على حمض الكوجيك.
أقرّت وزارة الصحة والعمل والرفاهية بمزيجٍ من المكونات الفعّالة التي تُستخدم في عددٍ من مستحضرات تبييض البشرة بما في ذلك الأربوتين وحمض كوجيك بالإضافةِ إلى مكونات أخرى منها مشتقات فيتامين سي وحمض الترانيكساميك. تعملُ العديد من هذه المكونات النشطة من خلال تثبيط الكاتيكول أوكسيديز ويُقال أيضًا أن بعض أنواع منتجات بي بي كريم وفيوريس لها دورٌ في تبييض البشرة ما ساهمَ ولو بطريقة غير مباشرة في زيادة شعبية هذهِ الكريمات في الأسواق الآسيوية.
بالنسبة لطرق تبييض البشرة الأخرى؛ يُمكن استخدام مواد كيميائية لإزالة اللون كما يمكن إجراء عمليات جراحية لإزالة اللون من الجلد التجميلي لكنَّ التنظيفات المفرطة يمكن أن تسبب عددًا من المشكلات مثلَ التهاب الوجه وخاصّة للذين يجرونها للمرة الأولى.